# Christopher von Deylen
Christopher von Deylen (* 15. října 1970 Visselhövede, Německo) je hudební producent a v současnosti hlavní člen elektronické skupiny Schiller. Je známý především svou prací v žánrech house a trance. Spolupracoval s mnoha význačnými hudebníky této scény (např. Ferry Corsten, Danny Tenaglia, Scott Henry, Dave Seaman, Trance Allstars nebo Sasha & John Digweed).
Von Deylen se ale podílel i na albech muzikantů jiných žánrů. Mezi ně patří Gregorian, Mike Oldfield, Moya Brennanová, Tarja Turunenová a Sarah Brightmanová.